# Guerra tra Milano e Lodi
La guerra tra Milano e Lodi del 1107-1111 fu un conflitto armato che coinvolse i due comuni lombardi e i loro alleati, terminando con la completa distruzione della seconda da parte dei milanesi.

## Antefatti
Nel 1052 Bonifacio di Canossa morì senza lasciare eredi maschi pertanto il contado dell’Isola Fulcheria, uno dei suoi feudi, il cui centro più importante era la città di Crema, passò alla camera imperiale. Nel 1055 l’imperatore Enrico III il Nero donò ad Upaldo, vescovo di Cremona, proprio quel feudo ma Beatrice di Lotaringia, vedova di Bonifacio, fece in modo che alla sua morte i feudi del marito passassero alla figlia, la celeberrima Matilde di Canossa. Il 1 gennaio 1098 Matilde decise di cedere il contado dell’Isola Fulcheria al vescovato e alla città di Cremona a patto che in cambio questi le giurassero fedeltà, riconoscendola come signora. I cremonesi accettarono ma Crema si rifiutò di sottomettersi a Cremona tanto che quest’ultima, per far valere i propri diritti, nel maggio dello stesso anno inviò un esercito contro quella città senza peraltro riuscire a catturarla poiché già allora risultava ben fortificata e dotata di un forte castello. Nel 1102 Crema si portò al contrattacco ristabilendo verosimilmente lo status quo ante bellum. In ragione dello stallo, entrambe le città allora iniziarono ad intavolare trattative diplomatiche con le vicine al fine di assicurarsi degli alleati. Cremona si collegò con Lodi e Pavia mentre Crema con Milano e Tortona.

## Guerra
Nell’agosto del 1107 le milizie di Cremona, Lodi e Pavia attaccarono Tortona riuscendo ad incendiare uno dei sobborghi. Questa azione scatenò l’intervento dell’alleata Milano che promise di radere al suolo Lodi, sua avversaria nell’ambito dei traffici commerciali lungo il Lambro. I milanesi potevano contare sull’appoggio di Arderico, vescovo di Lodi, di suo fratello Gariardo e di una parte della nobiltà lodigiana; d’altra parte il popolo e il clero, nutrendo forti sospetti in merito alla parzialità del loro vescovo verso il nemico, lo esiliarono dalla città. Arderico era infatti milanese, provenendo da Vignate, borgo del contado della Martesana e trascorreva molto tempo a Milano facendosi vedere raramente a Lodi inoltre era sempre stato parziale di Pietro Grossolano, arcivescovo di Milano, noto per essere stato accusato di simonia da Liprando.
Nel 1108 Guido Pescari, arcivescovo di Pavia, insieme alla milizia e a buona parte dei cittadini mosse contro i milanesi. Secondo Leone Marsicano i due eserciti si incontrarono in campo Ollii, località non ben identificata. L’ipotesi più probabile è che debba identificarsi con una distesa di campi presso il fiume Olona a sud di Milano poiché il Fiamma indica che il luogo della battaglia si trovava versus civitatem Mediolani e Olii compare tra i nomi dell’Olona in alcuni documenti di quel periodo. Per questo motivo appare più improbabile la possibilità che indichi dei campi presso il fiume Oglio come invece sostengono il Corio e il Giulini. Nella battaglia che seguì i milanesi riportarono una vittoria schiacciante nella quale fu catturato gran parte dell’esercito e dei cittadini nemici, compreso lo stesso arcivescovo di Pavia. Il Fiamma racconta che dopo pochi giorni passati in varie carceri del contado milanese, i pavesi furono liberati e condotti a Milano nella piazza del comune, posta davanti al Broletto Vecchio. Qui, per scherno, fu legato al dorso di ciascuno di loro un fascio di paglia a cui venne appiccato il fuoco e in questa guisa furono cacciati dalla città.
Il 18 giugno 1110 i milanesi sconfissero i cremonesi nella battaglia di Bressanoro (Brixianorum), poco a nord di Castelleone. Sebbene Landolfo Iuniore non la riporti nelle sue cronache, poiché in quel periodo si trovava in Francia, alla vittoria sui cremonesi seguì molto verosimilmente una seconda vittoria sui pavesi.
Nel maggio del 1111 i milanesi, approfittando dell’assenza dell’imperatore Enrico V di Franconia, che si stava incamminando da Verona verso la Germania dopo una turbolenta incoronazione a Roma, mossero l’esercito contro Lodi e, dopo assedio durato meno di un mese, il 24 maggio se ne impadronirono, poi la diedero alle fiamme e la rasero totalmente al suolo risparmiando solo le chiese, operazione che li occupò per tutto il mese successivo.

## Conseguenze
Dopo la sua distruzione, i milanesi imposero ai lodigiani una durissima pace con la quale vietarono la ricostruzione di Lodi Vecchio, che non tornò mai più ad essere una città di primaria importanza. Vietarono altresì di tenervi il mercato, di vendere o comprare possedimenti ed ottenere licenze senza l'autorizzazione di magistrati milanesi. Pena l’esilio, impedirono a chiunque di prestar loro soccorso e prescrissero la confisca dei beni a quei magistrati cittadini che non avessero fatto rispettare tali disposizioni. Nel giugno del 1112 Giordano da Clivio, nuovo arcivescovo di Milano, stipulò una pace e un'alleanza difensiva ed offensiva con Pavia. Cremona riuscirà ad impadronirsi di Crema solo il 26 agosto 1116, cui segui una pace con i milanesi.
Il 3 agosto 1158 l’imperatore Federico I Barbarossa rifondò la città di Lodi quattro miglia ad est della precedente, sulle sponde dell’Adda e le garantì molti privilegi grazie a quali tornò rapidamente a fiorire. A partire da questo periodo ricominciò la costruzione di un nuovo borgo grazie al materiale di costruzione fornito dalle rovine di Laus Pompeia. Il nuovo insediamento venne chiamato Lauda Veteris (o Lauda Vetus) ovvero Lodi Vecchio.